# Джексонвілл-Біч (Флорида)
Джексонвілл-Біч (англ. Jacksonville Beach) — місто (англ. city) в США, в окрузі Дювал штату Флорида. Населення — 23 830 осіб (2020).

## Географія
Джексонвілл-Біч розташований за координатами 30°16′24″ пн. ш. 81°23′9″ зх. д. / 30.27333° пн. ш. 81.38583° зх. д. (30.273336, -81.385821).  За даними Бюро перепису населення США в 2010 році місто мало площу 56,88 км², з яких 18,99 км² — суходіл та 37,89 км² — водойми.

### Клімат
| Клімат : Джексонвілл-Біч           | Клімат : Джексонвілл-Біч | Клімат : Джексонвілл-Біч | Клімат : Джексонвілл-Біч | Клімат : Джексонвілл-Біч | Клімат : Джексонвілл-Біч | Клімат : Джексонвілл-Біч | Клімат : Джексонвілл-Біч | Клімат : Джексонвілл-Біч | Клімат : Джексонвілл-Біч | Клімат : Джексонвілл-Біч | Клімат : Джексонвілл-Біч | Клімат : Джексонвілл-Біч | Клімат : Джексонвілл-Біч |
| Показник                           | Січ.                     | Лют.                     | Бер.                     | Квіт.                    | Трав.                    | Черв.                    | Лип.                     | Серп.                    | Вер.                     | Жовт.                    | Лист.                    | Груд.                    | Рік                      |
| Абсолютний максимум, °C            | 29,4                     | 32,2                     | 34,4                     | 34,4                     | 36,1                     | 38,9                     | 39,4                     | 38,9                     | 36,7                     | 35,0                     | 31,7                     | 29,4                     | 39,4                     |
| Середній максимум, °C              | 17,5                     | 18,2                     | 21,1                     | 24,3                     | 27,7                     | 30,4                     | 31,8                     | 31,1                     | 29,6                     | 26,1                     | 22,2                     | 18,6                     | 24,9                     |
| Середній мінімум, °C               | 7,6                      | 8,6                      | 11,6                     | 14,8                     | 18,8                     | 22,0                     | 23,1                     | 23,2                     | 22,5                     | 18,3                     | 13,5                     | 9,2                      | 16,1                     |
| Абсолютний мінімум, °C             | −10                      | −6,1                     | −4,4                     | 2,8                      | 8,3                      | 12,8                     | 13,9                     | 17,2                     | 11,7                     | 3,3                      | −3,9                     | −9,4                     | −10                      |
| Днів з дощем                       | 8,7                      | 7,5                      | 7,9                      | 5,8                      | 7,5                      | 11,5                     | 10,9                     | 12,0                     | 12,2                     | 8,8                      | 7,2                      | 8,4                      | 108,4                    |
| ---------------------------------- | ------------------------ | ------------------------ | ------------------------ | ------------------------ | ------------------------ | ------------------------ | ------------------------ | ------------------------ | ------------------------ | ------------------------ | ------------------------ | ------------------------ | ------------------------ |
| Джерело: NOAA (normals, 1971–2000) |                          |                          |                          |                          |                          |                          |                          |                          |                          |                          |                          |                          |                          |

## Демографія
Згідно з переписом 2010 року, у місті мешкали 21 362 особи в 10 040 домогосподарствах у складі 4987 родин. Густота населення становила 376 осіб/км².  Було 11882 помешкання (209/км²).
Расовий склад населення:
| - 90,9 % — білих - 3,9 % — чорних або афроамериканців - 1,7 % — азіатів - 0,2 % — корінних американців |

До двох чи більше рас належало 2,2 %. Частка іспаномовних становила 4,3 % від усіх жителів.
За віковим діапазоном населення розподілялося таким чином: 14,8 % — особи молодші 18 років, 71,5 % — особи у віці 18—64 років, 13,7 % — особи у віці 65 років та старші. Медіана віку мешканця становила 39,8 року. На 100 осіб жіночої статі у місті припадало 102,4 чоловіків;  на 100 жінок у віці від 18 років та старших — 100,9 чоловіків також старших 18 років.
Середній дохід на одне домашнє господарство  становив 89 990 доларів США (медіана — 62 229), а середній дохід на одну сім'ю — 112 102 долари (медіана — 91 297). Медіана доходів становила 54 367 доларів для чоловіків та 45 729 доларів для жінок. За межею бідності перебувало 8,7 % осіб, у тому числі 12,6 % дітей у віці до 18 років та 5,4 % осіб у віці 65 років та старших.
Цивільне працевлаштоване населення становило 12 030 осіб. Основні галузі зайнятості: освіта, охорона здоров'я та соціальна допомога — 23,4 %, науковці, спеціалісти, менеджери — 15,3 %, мистецтво, розваги та відпочинок — 13,8 %.